# Nina (Sängerin, 1966)

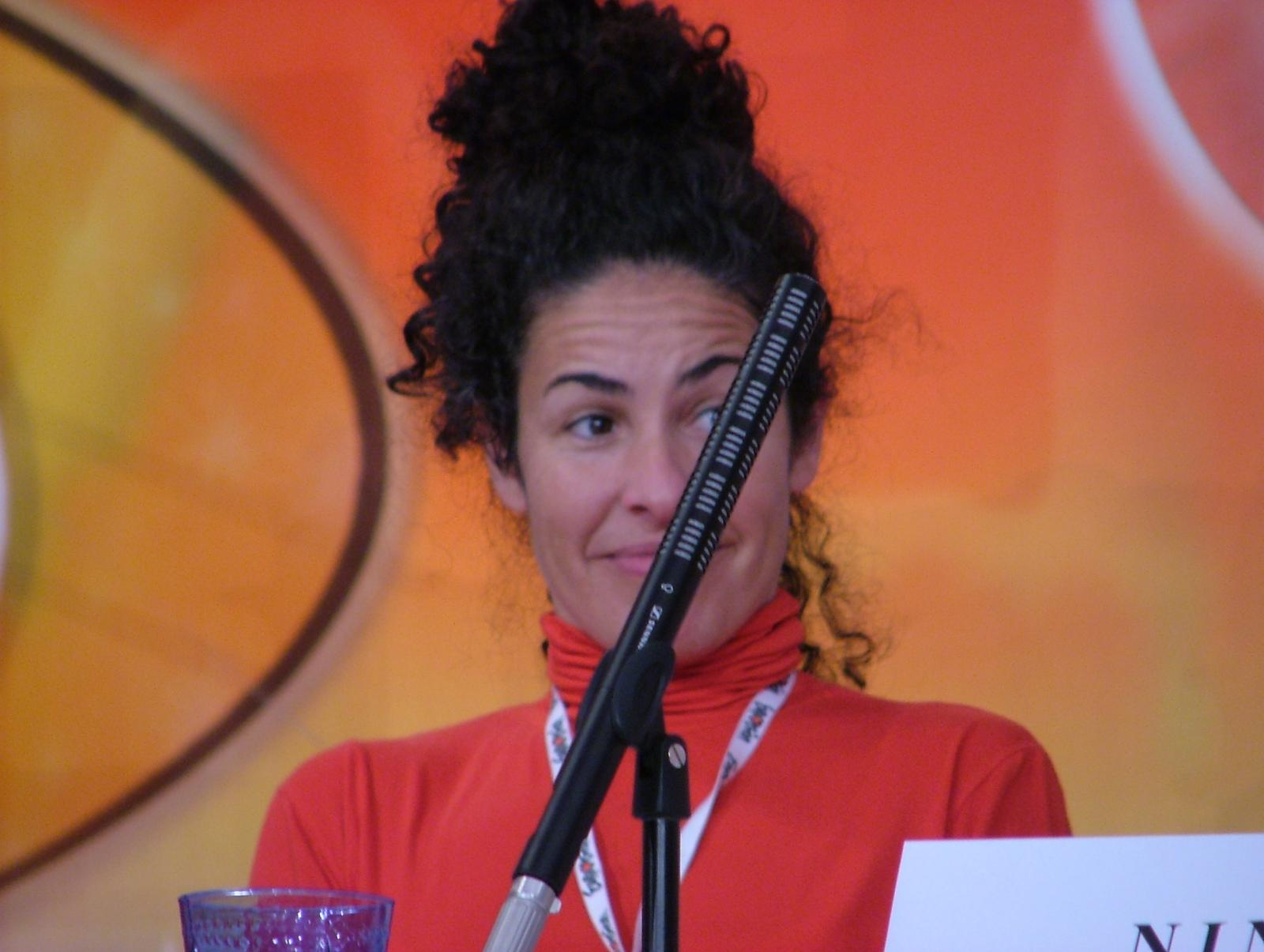
Nina (2004)

Nina (* 1. Oktober 1966 in Barcelona als Anna Maria Agustí Flores) ist eine spanische Sängerin und Musicaldarstellerin.

## Leben und Wirken
Sie repräsentierte Spanien beim Eurovision Song Contest 1989 mit der Ballade Nacida para amar und erreichte den sechsten Platz. Danach wurde sie überwiegend als Musicaldarstellerin aktiv und hatte Rollen bei den Musicals Las cuatro cartas (1990), Cabaret (1992), Casem-nos una mica (1993), Te odio mi amor (1995), Company (1997) Pierrot Lunaire (1998), Corre, corre Diva (1998), Espai pel somni (1999), Programa Sondheim (2000) und Mamma Mia! (2004–2010).

## Diskografie
Alben
- Una mujer como yo (1989)
- Rompe el tiempo (1990)
- Començar de zero (1995)
- Corre, corre Diva (1998)
- Espai pel somni (2000)
- Stephen Sondheim (2001)
- Quan somniïs fes-ho en mi (2002)
- 20 anys i una nit (2005)
- Basic (2007)